# Отто Обермаєр
О́тто Оберма́єр (також рідше згадують його повне ім'я Отто Гуго Франц Обермаєр, нім. Otto Hugo Franz Obermeier; 13 лютого 1843, Шпандау, Королівство Пруссія — 20 серпня 1873, Берлін, Німецька імперія) — німецький лікар, мікробіолог, патоморфолог, паразитолог, якого вважають батьком німецької паразитології і тропічної медицини, що відкрив збудника епідемічного поворотного тифу.

## Біографія
Народився у сім'ї унтер-офіцера.

### Освіта
Отримав середню освіту в рідному місті, а згодом вступив до Університету Гумбольдта в Берліні. Під час навчання слухав лекції видатних вчених того часу, зокрема, Рудольфа Вірхова. 1866 року захистив нейроанатомічну дисертацію, присвячену вивченню волокон Пуркіньє (нім. De filamentis Purkiniani).

### Наукова кар'єра
Після цього 4 роки пропрацював асистентом у психіатричній клініці професора Вірхова в Шаріте. Тут він працював над проблемою ранніх епідеміологічних досліджень тифу, холери та епідемічного поворотного тифу. У 1868 році він виявив, завдяки його глибоким знанням мікроскопічних методів, збудника епідемічного поворотного тифу (в подальшому Borrelia obermeieri / Borrelia recurrentis) в крові декількох пацієнтів. Про це спостереження Обермаєр повідомив на засіданні Берлінського медичного товариства 26 лютого 1873 року. У протоколі було записано:

| Обермаєр зробив заяву, що він спостерігав ниткоподібні структури з великою постійністю в крові хворих на поворотний тиф. Уже в першій епідемії поворотної гарячки, яка відбулася в Берліні з листопада 1867 до травня 1868 року він досліджував кров 82 пацієнтів (...)він тоді помітив у фибринових згустках (...)фасонні нитки, які перебували в постійному русі. (...) Цього року він запропонував розглянути це питання ще раз. При рецидиві у пацієнтки, 17-річної дівчини, яка була найпершою дослідженою раніше, побачив ті ж структури, дуже тонкі нитки різної довжини в постійному русі між купою клітин крові. (...) У 500-кратному збільшенні було відмічено, коли кров складалася у відомих формах монетних валків, поступово між ними з'являлися нитки незмірно тонкої, мабуть, гіалінової плазми. Спостерігалися постійні рухи, в тому числі, й хвилясті та спіральні рухи ниток перетиналися, вони утворювали клубочки, які потім нагадували амеб.[2] |
Внаслідок існуючого на той час закону, який забороняв більше ніж 2 роки бути на одній й тій посаді, 1 квітня 1873 року його було звільнено з клініки Шаріте. На тоді в Берліні вирувала епідемія холери. Обермаєр хотів виявити збудника, тому проводив наполегливі дослідження, але в непристосованих для цього умовах власної квартири. Через це, ймовірно 16 серпня, він заразився холерним вібріоном і невдовзі захворів. Незважаючи на хворобу він продовжував мікроскопічні дослідження своїх випорожнень аж до самої смерті 20 серпня 1873 року у віці всього 30 років.
На честь його Фердинанд Кон 1875 року запропонував назву збудника епідемічного поворотного тифу Borrelia obermeieri.    